# 1662
1662. је била проста година.

## Догађаји

### Датум непознат
- Википедија:Непознат датум — Фолкерт Евертс, холандски бродоломац, је постао последњи човек који је видео птицу додо